# Charles Townshend

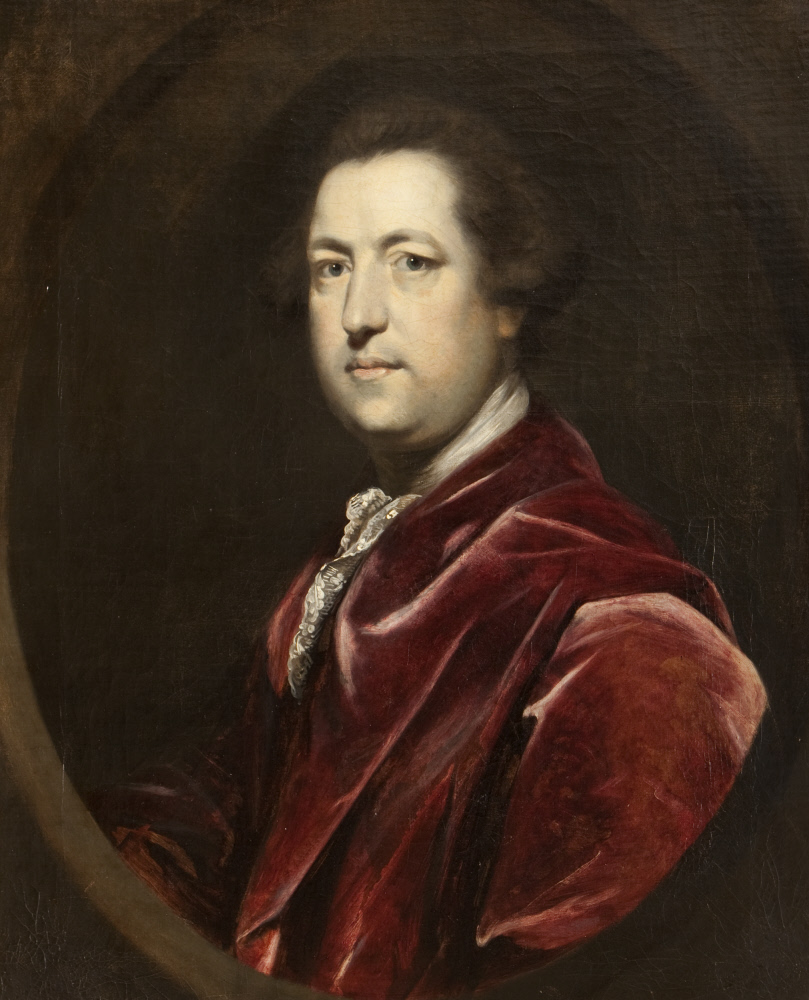
Charles Townshend.

Charles Townshend (Rynam Hall, 29 agosto 1725 – Londra, 4 settembre 1767) è stato un politico britannico, secondo figlio di Charles Townshend, III visconte Townshend e Audrey (morta 1788), figlia di Edward Harrison di Ball's Park, vicino Hertford, una lady che rivaleggiò con suo figlio in brillantezza e franchezza di espressione.

## Biografia

### Primi anni
Era figlio di Charles Townshend, III visconte Townshend e di Audrey Harrison. Charles venne inviato a studiare all'Università di Leida e poi all'Università di Oxford. Nell'università olandese, in cui venne immatricolato il 27 ottobre 1745, familiarizzò con un piccolo gruppo di gioventù inglese, che sarebbero poi divenuti famosi in varie branche della società, fra cui Dowdeswell, Wilkes, l'arguto e riformatore senza principi, Alexander Carlyle, lo scozzese geniale che dedicò alcune delle pagine della sua Autobiografia facendo la cronaca di quel loro periodo.
Egli fu eletto al Parlamento della Gran Bretagna e prestò servizio dal 1747 al 1756. Nell'agosto del 1755 sposò Caroline Townshend, I baronessa Greenwich (morta 1794), la figlia più anziana del II duca di Argyll e vedova di Lord Francis Dalkeith, il figlio più anziano del II duca di Buccleuch.

## Politica
Nell'aprile del 1754, Townshend lasciò la funzione di membro del Board of Trade, che aveva ricoperto dal 1749, a quella di Lord dell'Ammiragliato, ma alla fine del 1755, un suo appassionato attacco contro la politica del ministero, un attacco nel quale divise la stima popolare con le denunzie aspre di Pitt, il successo supremo di Single-Speech Hamilton, ed il fallimento senza speranza del figlio illegittimo di Lord Chesterfield, provocarono le sue dimissioni. Nell'amministrazione che fu formata a novembre del 1756, dominata da Pitt, egli ebbe il lucroso ufficio di Tesoriere e nella primavera seguente venne chiamato nel consiglio privato.
Con la successione del nuovo monarca nel 1760, da politico volatile quale egli si dimostrò, trasferì la sua attenzione da Pitt al giovane favorito del re, Bute, e quando nel 1761, vennero fatti diversi cambiamenti nel Gabinetto, Townshend venne promosso al ruolo di Secretary at War. In questo ruolo rimase fino al dicembre 1762. Bute, allarmato dalla crescita in numero ed influenza dei suoi nemici, tentò di riacquisire la cooperazione di Townshend con diverse allettanti promesse, e finalmente si assicurò la sua collaborazione, nel marzo 1763, con la presidenza del Board of Trade.
Quando Bute andò in pensione il posto più elevato di primo Lord dell'Ammiragliato andò a Townshend, ma con la sua solita impetuosità presunse di designare uno dei suoi subalterni, lord William Burrell (1732-1796), in un ruolo a lui subordinato, ed il rifiuto ad accettare la nomina condusse alla sua esclusione dalla nuova amministrazione. Mentre era all'opposizione, la sua mente ondeggiava, con emozioni contraddittorie, dall'antipatia per chi era alla testa del ministero e il desiderio di dividere le prebende dell'ufficio. Finì col trionfare il secondo sentimento; egli accondiscese ad accettare gli ultimi tempi del Gabinetto di George Grenville.
Nell'agosto del 1766, venne nominato Cancelliere dello Scacchiere raggiungendo così la più elevata carica della sua tumultuosa carriera. Il nuovo cancelliere propose il mantenimento della tassa sulla terra, promettendo che avrebbe visto di ridurla per l'anno successivo. Il suo predecessore, William Dowdeswell, con l'appoggio dei gentiluomini di campagna, presentò una mozione affinché la riduzione avesse effetto dall'anno corrente.
Questa sconfitta provocò una grande mortificazione a lord Chatham, e nella sua irritazione contro Townshend per questo colpo, come per gli altri atti d'insubordinazione, meditò la rimozione del suo collega. Prima questo proposito potesse essere portato a termine Chatham si ammalò, e Townshend che era il più deciso ed influente dei suoi colleghi guidò il ministero a suo piacimento, cercando di trovare delle entrate in America con le quali supplire al buco causato dalla riduzione della tassa sulla terra. Sua moglie fu insignita (agosto 1767) del titolo di baronessa di Greenwich, ed il suo fratello maggiore George, il IV visconte, fu nominato lord-lieutenant d'Irlanda.
Egli tenne alla Camera dei Comuni molti discorsi che non avevano rivali nella storia parlamentare per intelligenza ed avventatezza; ed uno di loro ancora vive nella storia come il discorso dello "champagne". Il suo ultimo atto ufficiale fu quello di richiedere al parlamento, contrariamente alla decisione degli altri colleghi del Gabinetto, l'imposizione di tasse sull'esportazione di vetro, carta e tè negli Stati Uniti, che secondo la sua stessa valutazione, avrebbe portato alle casse dello stato l'insignificante somma di 40 000 sterline, che secondo alcuni osservatori più accorti, avrebbe condotto alla perdita delle colonie americane. Queste misure furono note come Townshend Acts, ed egli ricevette l'appoggio di suo cugino Thomas Townshend che era anche un ministro nel governo. Subito dopo questo evento egli morto piuttosto improvvisamente il 4 settembre 1767.